# Престон, Фрэнсис
Фрэнсис Престон (англ. Frances Preston; 27 августа 1928, Нэшвилл — 13 июня 2012, там же) — американская топ-менеджер музыкальной индустрии. Основательница и многолетняя глава южного регионального офиса BMI в Нэшвилле, вице-президент, старший вице-президент, а с 1986 по 2004 год — президент и CEO всей корпорации.
Возглавляя с 1958 года офис BMI в Нэшвилле, прославилась активной защитой прав авторов и издателей кантри-песен и прогрессивными мерами их поддержки — выплатами роялти авансом, выдачей займов, заключением прямых контрактов с авторами. С её политикой связан успех в качестве авторов песен таких артистов как Вилли Нельсон, Долли Партон, Крис Кристофферсон, Роджер Миллер, группа Alabama. Вне музыки кантри помогала авторам из мира ритм-н-блюза, госпела, соула и рока, среди которых Sam and Dave, Booker T. & the M.G.’s, Барри Манилоу и Айзек Хейз. Её значение на данном поприще отражал ряд неформальных титулов, полученных от прессы и представителей музыкальной индустрии: «Королева роялти», «Святая Фрэнсис Нэшвилла» и «Ангел-хранитель авторов песен». Став главой BMI, воплощала свои идеи на международном уровне и занималась совершенствованием законодательства об охране авторских прав.
Помимо работы в BMI, входила в советы директоров Ассоциации музыки кантри, Фонда музыки кантри, Национальной академии искусства и науки звукозаписи, Зала славы рок-н-ролла, являлась попечителем Зала славы авторов песен, занималась филантропией в области борьбы с раком, лейкемией и СПИДом. Наряду с Джо Уокер-Мэдор, была одной из немногих женщин, сумевших добиться высших руководящих позиций в кантри-индустрии. Известна как самая первая женщина-управленец на Мьюзик-Роу и первая женщина-топ-менеджер корпорации в штате Теннесси. Неоднократно признавалась различными деловыми и развлекательными изданиями одной из самых влиятельных и значимых персон (и конкретно женщин) как в музыке кантри, так и в музыкальном бизнесе в целом. За свои заслуги посвящена в Зал славы кантри (1992) и Зал славы госпела (2004), лауреат специальной премии «Грэмми» Trustees Award (1998).

## Биография

### Начало карьеры в WSM и BMI
Престон родилась в Нэшвилле, штат Теннесси. Хотя ей доводилось петь в церковных хорах и хоровых кружках, к исполнительской карьере она не стремилась. Вместо этого Престон училась на педагога в местном George Peabody College for Teachers. Нуждаясь в подработке на лето, она устроилась в почтовый отдел фирмы National Life and Accident Insurance Company. Это изменило все её планы и вскоре она перешла в дочернюю компанию — радиостанцию WSM. Последняя с 1925 года славилась субботними трансляциями кантри-передачи Grand Ole Opry, а также производила несколько собственных телепрограмм, которые передавала сеть NBC. Карьера Престон на WSM началась в 1950 году с работы в приёмной, где она разбирала письма поклонников Хэнка Уильямса и других звёзд Grand Ole Opry. С этой скромной позиции он быстро начала продвигаться по службе, и вскоре вела собственное телешоу о моде на канале WSM-TV, получила должность в маркетинговом подразделении и обзавелась обширными связями среди артистов, политиков и топ-менеджеров, посещавших офис WSM в Даунтауне Нэшвилла.
В 1952 году WSM стала приглашать других кантри-вещателей в Нэшвилл на празднование дня рождения Grand Ole Opry, положив начало конвенту Country Music Week. На следующий год нью-йоркский офис BMI начал вручать на этом мероприятии награды своим авторам кантри-песен (BMI Country Awards). Приметив Престон за конгениальность, интеллект и легкость, с которой она вела дела в тогда молодой кантри-индустрии, руководство BMI предложило ей координировать деятельность компании в Нэшвилле. Женщины в те времена обычно не могли претендовать на управленческие позиции в музыкальном бизнесе, но, как вспоминала Престон, ей повезло с начальством: «Джентльмен, который нанял меня, Джадж Роберт Бёртон, был некоторое время президентом BMI, и у него работало больше женщин-руководителей, чем в любой организации музыкальной индустрии когда-либо. Он очень верил в женщин-руководителей». С 1955 года Престон работала на BMI из дома, а в 1958 открыла официальный нэшвиллский офис компании. Её должность на тот момент звучала как «Управляющая южным региональным офисом».

### Во главе южного офиса BMI
К приходу Престон, BMI уже собирала роялти для авторов и издателей за публичное исполнение (воспроизведение, передачу в эфир) кантри-песен и композиций в других традиционных американских стилях вроде госпела, ритм-н-блюза и джаза. Её маститый конкурент, компания ASCAP, отдавала предпочтение Бродвею и мейнстримовой поп-музыке и данный сегмент полностью игнорировала. Таким образом интересы работавших в нём авторов и издателей некому было представлять и вещатели просто старались не давать их материал в эфир. Этой ситуацией успешно воспользовалась BMI. Тем не менее Престон изначально видела свою работу в Нэшвилле как нечто большее, чем просто офис по выплате вознаграждений авторам и издателям хитов и поэтому начала вдаваться в детали. Изучив ситуацию на Мьюзик-Роу, она обнаружила, что местные таланты парадоксальным образом крайне бедны. Виной тому была сложившаяся у BMI практика заключения контрактов с издательствами, а не напрямую с авторам, которые в итоге не получали должного признания и оставались практически без оплаты.
Благодаря Престон, в 1960—1970-е годы расклад начал меняться: «Некоторые серьёзные издательства получали выплаты, но всё равно никогда не платили роялти авторам песен за их исполнение — до появления Фрэнсис Престон. Она положила этому конец!», — описывал её роль Эдди Арнольд. Престон стала заключать контракты напрямую с авторами, которых она перехватывала где могла — в кафе или среди публики на концертах — и предлагала работать минуя издательства. Тем, кто исполнял материал сам, Престон присылала цветы в день премьерных выступлений, даже если ещё не знала их персонально. Налаживая отношения с клиентами она в итоге добивалась настолько высокого уровня личного доверия, что могла уговорить авторов, имевших проблемы с наркотиками, пройти лечение, когда это не получалось больше ни у кого. Помимо Арнольда, она в тот период заключила контракты с такими авторами как Джимми Дэвис, Флойд Тиллман и Альберт Брамли. Также одной из первых инициатив Престон во главе офиса стало преобразование в 1958 году церемонии BMI Country Awards в отдельное от Country Music Week мероприятие (в формате завтрака в отеле Maxwell House), чтобы сосредоточить внимание публики непосредственно на авторах и их работах.
По мере того, как конкуренты BMI тоже начинали интересоваться кантри и прочими традиционными стилями, Престон внедряла и другие новаторские механизмы поддержки авторов. Поскольку местные банки в 1950—1970-е годы музыкальному сообществу не помогали, её офис не только налаживал распределение роялти, но и выдавал издателям и авторам песен займы, чтобы те могли встать на ноги. Отличаясь верой в успех авторов, Престон шла на риск и практиковала выплату роялти авансом в расчёте на будущие поступления и обычно в своих прогнозах не ошибалась. Так, предложив Крису Кристофферсону на раннем этапе его карьеры трёхлетний контракт с BMI, она выплатила ему аванс в размере миллиона долларов. Её ожидания оправдались и такие песни Кристофферсона как «For the Good Times» и «Help Me Make It Through the Night» имели мультимиллионные ротации и оказались в числе самых популярных композиций в каталоге BMI. В то же время Вилли Нельсон и Хэнк Кокран были среди тех авторов, кто благодаря политике авансов Престон смог приобрести или учредить собственные издательства.
В итоге многие из самых успешных нэшвиллских издателей и авторов 1960—1970-х годов начали карьеры благодаря поддержке Престон и конкретно авансам, которые она выдавала из фондов BMI. Помимо Кристофферсона и Нельсона, она помогла состояться на поприще сочинения песен Роджеру Миллеру, Долли Партон, Розанне Кэш, членам группы Alabama и многим другим. Сама Престон подчёркивала, что без авторов и их материала не существовало бы музыкальной индустрии как таковой — ни рекорд-лейблов, ни букинг-агентов, ни карьер исполнителей; произнесённая ей однажды в этом контексте фраза «Всё начинается с песни» (англ. It all begins with a song) стала официальным слоганом Nashville Songwriters Association International и неформальным девизом всего музыкального бизнеса Среднего Теннесси. Во главе южного офиса Престон не только стояла у истоков Мьюзик-Роу, но помогла учредить Ассоциацию музыки кантри и Зал славы и музей кантри. В последний она спустя несколько десятилетий сама была посвящена в качестве признания её значимой роли в строительстве музыкальной индустрии Нэшвилла.
Вместе с тем Престон аналогично работала и за пределами столицы кантри, например, с ритм-н-блюзовыми авторами, которые, по её словам, «даже не слышали о том, что можно получать деньги за исполнение их песен», привыкнув к вознаграждению «шубами и Кадиллаками». Так деятельность её офиса распространилась на Мемфис, Джорджию, Алабаму, охватив в итоге 16 штатов. Отвечая за весь южный регион, Престон ездила по стране, встречаясь с действующими клиентами BMI и находя новых независимо от цвета кожи и поэтому, наряду с предубеждениями относительно женщин-руководителей, порой чувствовала на себе издержки расовой сегрегации. Например, когда она подписывала контракт с афроамериканским джазовым композитором и пианистом Финесом Ньюборном в фойе отеля в Мемфисе, управляющий выставил их на улицу, поскольку в здание было запрещено пускать чернокожих. Позже она добилась его увольнения благодаря дружбе с губернатором Теннесси Фрэнком Клементом и связям её отца с руководством влиятельного Ротари-клуба. В итоге среди тех, кто годы спустя отдавал дань уважения Престон за поддержку были не только артисты вроде Шерил Кроу и группы Alabama, но и Сэм Мур из Sam and Dave, и Букер Ти Джонс из Booker T. & the M.G.’s.
Заключая новые контракты и помогая многочисленным кантри-авторам и издателям, а также представителям иных течений популярной музыки, Престон быстро обеспечила BMI доминирование на Юге США. Со временем она стала видным покровителем авторов песен в жанрах соул, госпел и рок. Среди тех, кому её поддержка и способность видеть далеко за пределы Нэшвилла помогла сделать имя и карьеру оказались и такие авторы-исполнители как Барри Манилоу и Айзек Хейз. Параллельно с работой на региональном уровне, Престон росла и в общей иерархии BMI. Когда в 1964 году возглавляемый ей южный офис обзавёлся собственным зданием на Мьюзик-Роу (известно как BMI Building), сама она получила статус вице-президента компании. Этот пост сделал её первой женщиной-топ-менеджером корпорации в штате Теннесси. В период с 1970 по 1980 год количество аффилированных с BMI авторов увеличилось на 233 %; попутно к самой Престон повышалось внимание и уважение в Нью-Йорке и Голливуде. В 1985 году она была назначена старшим вице-президентом BMI и начала работать на два фронта, курсируя между Нэшвиллом и Нью-Йорком. На следующий год её ждало очередное повышение — на этот раз до CEO и президента корпорации.

### Во главе глобального офиса BMI
Во главе BMI Престон начала участвовать в федеральном законодательном процессе, касавшемся защиты прав авторов песен, активно занимаясь проблемами в диапазоне от пиратских кассет, до лицензирования кабельного ТВ. Поскольку малейшие негативные изменения законодательства могли нанести серьёзный вред авторам, она плотно контактировала с членами Сената и Палаты Представителей. Среди прочего, Престон сыграла ключевую роль в лоббировании Copyright Amendments Act, 1992. Последний предполагал продление срока охраны работ, на которые копирайт изначально оформлен в 1960—1970-е годы. Аналогичным образом, её влияние оказалось важным для прохождения Copyright Term Extension Act, 1998. После распада Восточного блока, Престон начала уделять внимание проблемам авторских прав в бывших странах-участницах, а также в Китае. Из-за расширения спектра деятельности, среди её контактов, помимо привычных в прошлом музыкальных персон вроде Лоретты Линн, Джерри Ли Льюиса и Джона Леннона, стали появляться такие фигуры как политик Михаил Горбачёв и представители Силиконовой долины — Стив Джобс и Билл Гейтс. С последними двумя она затем работала в Information Infrastructure Committee вице-президента Альберта Гора. Самой Престон многие аналитики прочили политическую карьеру национального уровня, но она осталась верна своей текущей работе.
Занимая одну из самых главных позиций в музыкальной индустрии, Престон также стремилась обеспечить прозрачность и единообразие практик этого бизнеса на глобальном уровне, налаживая связи между организациями, собирающими вознаграждения для авторов и издателей по всему миру. В частности, одним из её ключевых приоритетов стало международное сотрудничество в создании цифровых баз данных (когда Престон только начинала работу в BMI в 1950-е годы, использование песен отслеживалось при помощи каталожных карточек, заполняемых множеством секретарей). С наступлением эпохи Интернета, возможность распространения музыки благодаря скачиванию, стримингу и прочим сервисам возросла экспоненциально. Увидев в этом не только положительные перспективы для артистов, но угрозу их авторским правам, Престон озаботилась защитой их интересов на данном фронте. Глава BMI активно пыталась донести до конгрессменов, потребителей и коммерческих организаций, предлагающих клиентам музыку (включая бары, похоронные бюро и поставщиков рингтонов), идею о том, что песня является объектом интеллектуальной собственности, за который необходимо платить деньги. «Музыка — это killer app Интернета, — отмечала Престон, — Студенты колледжей, прежде даже не помышлявшие о том, чтобы украсть CD из магазина, заняты скачиванием музыки прямо в комнатах своих общежитий».
В конечном счёте Престон обеспечила BMI развитие во множестве направлений деятельности — лицензировании музыки на внутреннем рынке, взаимодействии с зарубежными организациями по управлению авторскими правами, совершенствовании законодательства о справедливом вознаграждении для авторов, защите интересов издателей и охране прав авторов. В период руководства Престон количество артистов и издателей, правами которых управляла компания, выросло с 84 тыс. до более чем 300 тыс., а общее число композиций в её каталоге — с 1,5 млн до более чем 4,5 млн. Наряду с этим, последний год Престон на посту президента и CEO стал рекордным для BMI по объёмам выплат в пользу издателей и композиторов. Как заметил журналист Джеймс Диккерсон в своей книге Go, Girl, Go!: The Womens Revolution in Music (2005), в целом влияние Престон на посту руководителя крупнейшей из трёх организаций по управлению авторскими правами являлось настолько высоким, что успех артиста или издателя в музыкальном бизнесе, если его имя не прошло через её стол, был возможен, но маловероятен.
Престон вышла в отставку в 2004 году, после 46 лет работы в BMI, из которых 18 лет находилась в должности CEO. На посту её сменил Дел Брайант — сын Будло и Фелис Брайант, которого она несколькими десятилетиями ранее привела в компанию. После отставки бывшая глава BMI активно занималась благотворительной деятельностью, в частности, в области борьбы с раком. В 2011 году BMI официально переименовала свою награду «Country Song of the Year» в Frances W. Preston Award. Престон скончалась 13 июня 2012 года в своем доме в Нэшвилле на 84 году жизни от застойной сердечной недостаточности.

## Прочая деятельность
Будучи известной на национальном уровне в деловых и политических кругах, Престон выступала участником нескольких важных государственных структур, включая Panama Canal Study Committee президента Джимми Картера, Сommission for the White House Record Library и National Information Infrastructure Advisory Council вице-президента Альберта Гора. Кроме того, она была президентом и председателем совета директоров Ассоциации музыки кантри и его пожизненным членом (одна из пяти человек, удостоенных такой почести). Также Престон занимала пост президента совета директоров Фонда музыки кантри и Gospel Music Association. Наряду с этим, она состояла в совете директоров Зала славы рок-нролла, была почётным попечителем Зала славы авторов песен. Являлась членом совета директоров Национальной академии искусства и науки звукозаписи; исполнительным вице-президентом и членом совета директоров её отделения в Нэшвилле.
Помимо прочего, Престон входила в административный совет Международной конфедерации обществ авторов и композиторов, была вице-президентом National Music Council, почётным попечителем National Academy of Popular Music и многих других структур. Прославившись прежде всего своей управленческими качествами, она оставила заметный след и в области филантропии, собирая средства для благотворительного фонда T. J. Martell Foundation. Последний занимается финансированием исследований в области лечения рака, СПИДа и лейкимии; Престон также находилась на посту президента фонда. Фандрайзингом для этой организации она продолжала активно заниматься и после отставки с поста главы BMI в 2004 году. Отмечая заслуги Престон на данном поприще, Университет Вандербильта в Нэшвилле назвал в её честь своё исследовательское подразделение в соответствующей области (Frances Williams Preston Laboratory).

## Признание и значение
Начав карьеру на Мьюзик-Роу с работы в приёмной, Престон прошла путь до одного из самых влиятельных и могущественных управленцев не только в кантри, но и популярной музыке в целом. Попутно она сыграла значимую роль в строительстве и утверждении Нэшвилла в качестве музыкального центра. Как отмечает журналист Майкл Коссер, если Оуэн Брэдли и Чет Аткинс были отцами Мьюзик-Роу, то Престон, определённо, является его матерью. В то же время её усилия в поддержку авторов и издателей кантри-песен впервые обеспечили защиту их материалу, а вместе с тем — известность и признание в глазах остальной музыкальной индустрии 1950—1960-х годов. Значимость Престон на этом поприще нашла отражение в ряде неформальных титулов вроде «Королева роялти» или «Ангел-хранитель авторов песен» (последний с подачи Криса Кристофферсона). При этом роль покровительницы кантри и защитницы прав кантри-авторов сделала её одной из самых популярных и обожаемых фигур в музыкальной индустрии Нэшвилла. Престон известна как первая женщина-управленец на Мьюзик-Роу; первая женщина-топ-менеджер корпорации в штате Теннесси; первая женщина в совете директоров Nashville Area Chamber of Commerce и первая женщина-председатель совета директоров CMA. Наряду с Джо Уокер-Мэдор, она в целом была одной из немногих женщин, сумевших добиться высших руководящих позиций в кантри-индустрии. Благодаря успехам в Нэшвилле и работе во главе BMI, Престон стала ролевой моделью для женщин, начинавших карьеру в музыкальном бизнесе.
Журнал Esquire в 1982 году в своём списке The Heavy 100 of Country Music назвал её «самой влиятельной и могущественной персоной в кантри-индустрии». При этом авторы материала заметили, что её «врождённая южная аристократичность скрывает впечатляющий IQ», попутно окрестив Престон «Кролевой Нэшвилла». Издание Fortune включило её в перечень The Year’s 50 Most Fascinating Business People за 1986 год. В нём редакторы охарактеризовали Престон как «одну из подлинных двигателей индустрии поп-музыки». Со своей стороны журнал Savvy в 1989 году отметил, что «магия» Престон исходит не только от её деловой хватки, но и эмпатии — особого дара, заставляющего любого, с кем она имеет дело чувствовать себя особенным и драгоценным. В этой связи журналисты издания наградили её неформальным титулом «Святая Фрэнсис Нэшвилла». В 1990 году Ladies' Home Journal внёс Престон в свой материал 50 Most Powerful Women in America, а двумя годами позже Entertainment Weekly поставил её на вторую строчку в Топ-10 The Powers of Country Music. Кроме того, Престон стала одной из 10 бизнес-вумен, попавших в 1997 году в специальный номер журнала Rolling Stone The Women of Rock. В связи с её отставкой с поста главы BMI, издание Variety в 2004 году охарактеризовало Престон как «самую высокопоставленную женщину в музыкальной индустрии». Помимо деловых достижений, она стала первой из четырёх женщин (и первой бизнес-вумен), принятой во Friars Club в Нью-Йорке, первой, вошедшей в его правление, а также первой ротарианкой в штате Tеннесси.

## Награды и почести
Престон получила признание в различных сферах общественной жизни и завоевала множество наград, включая премию «Грэмми», а также высшую почесть в музыке кантри — посвящение в Зал славы кантри. Помимо этого, она стала первой женщиной, признанной «Персоной года» в рамках ярмарки MIDEM.
Премии
| Год  | Награда                                                   | Организация                                               | Источник |
| ---- | --------------------------------------------------------- | --------------------------------------------------------- | -------- |
| 1987 | CMA Irving Waugh Award of Excellence                      | CMA                                                       | [ 9 ]    |
| 1988 | Outstanding Achievement Award                             | American Women in Radio and Television                    | [ 9 ]    |
| 1992 | Humanitarian Award                                        | T.J. Martell Foundation                                   | [ 9 ]    |
| 1993 | Applause Award for Lifetime Achievement                   | Friars Club                                               | [ 38 ]   |
| 1996 | Distinguished Service Award                               | Elaine Kaufman Cultural Center                            | [ 30 ]   |
| 1996 | Lester Sill Humanitarian Award                            | Retinitis Pigmentosa International Awards                 | [ 25 ]   |
| 1997 | Woman of the Year Award                                   | International Achievement in Arts Awards                  | [ 25 ]   |
| 1998 | Grammy Trustees Award                                     | NARAS                                                     | [ 30 ]   |
| 1999 | Person of the Year                                        | MIDEM                                                     | [ 39 ]   |
| 2002 | President’s Award                                         | National Music Publishers Association                     | [ 17 ]   |
| 2005 | Guardian Award                                            | National Association of Broadcasters Education Foundation | [ 22 ]   |
| 2007 | Dale Franklin Award                                       | Leadership Music                                          | [ 40 ]   |
| 2010 | Jo Walker-Meador Lifetime Achievement Award               | SOURCE                                                    | [ 41 ]   |
| 2010 | Mentor Award (ныне Frances Williams Preston Mentor Award) | Nashville Songwriters Foundation                          | [ 41 ]   |
| н/д  | Achievement Award                                         | Women’s Equity Action League                              | [ 42 ]   |
| н/д  | Citation Award                                            | National Academy of TV Arts and Sciences                  | [ 42 ]   |
| н/д  | Golden Baton Award                                        | Young Musicians’s Foundation                              | [ 42 ]   |
| н/д  | Lifetime Achievement Award                                | Foundation for a Creative America                         | [ 28 ]   |

Прочее
| Год  | Почесть                                        | Организация                                                       | Источник |
| ---- | ---------------------------------------------- | ----------------------------------------------------------------- | -------- |
| 1992 | Почётный доктор музыки                         | Музыкальный колледж Беркли                                        | [ 9 ]    |
| 1992 | Посвящение в Зал славы кантри                  | CMA                                                               | [ 9 ]    |
| 1997 | Торжественный обед «A Toast To Frances»        | Entertainment and Music Industries Division of the UJA-Federation | [ 25 ]   |
| 1999 | Посвящение в Broadcasting & Cable Hall of Fame | журнал Broadcasting & Cable                                       | [ 30 ]   |
| 2004 | Посвящение в Зал славы госпела                 | Gospel Music Association                                          | [ 17 ]   |
| 2007 | Звезда на Music City Walk of Fame              | Nashville Convention & Visitors Corp Foundation                   | [ 17 ]   |

## Личная жизнь
Брак Престон с нэшвиллским бизнесменом И Джей Престоном был заключен в 1962 году и впоследствии окончился разводом. Среди других членов её семьи — трое сыновей (Уильям Кирк Престон, Дэвид Джей Престон и Дональд Эл Престон), а также шесть внуков и один правнук.

## Полезные ссылки
- One On One with John Seigenthaler на YouTube (интервью Фрэнсис Престон Джону Сайгенталеру на канале Nashville Public Television)